# Necati Şaşmaz
Muhammed Necati Şaşmaz (Harput, Elazığ, 15 de diciembre de 1971) es un actor turco. Es conocido por interpretar el papel principal de Polat Alemdar en la popular serie de televisión turca Kurtlar Vadisi y sus películas spin-offs, incluyendo Kurtlar Vadisi Irak.

## Biografía
Necati Şaşmaz nació en una familia de origen Zaza en Harput, Elazığ, Turquía, como el hijo mayor de Abdülkadir Şaşmaz. Estudió Turismo y Dirección Hotelera, tanto en Turquía como en Canadá. Vivió en los Estados Unidos durante seis años antes de regresar a Turquía para visitar a sus padres. Había planeado regresar a los EE. UU. un 11 de septiembre de 2001, pero los ataques del 11/S le llevó a cancelar su vuelo y continuar la vida en Turquía.
En Estambul, Necati Şaşmaz reunió reconocido director turco Osman Sinav, que le ofreció el papel principal en Kurtlar Vadisi. Interpretó el personaje de ficción Polat Alemdar en la serie y en la película. Actualmente actúa en otra serie spin-off de la serie original titulado Kurtlar Vadisi Pusu.

## Vida privada
Está casado con Nagehan Kasikci, con quien tiene dos hijos.